# Whynot (Carolina do Norte)
Whynot é uma comunidade não incorporada em Randolph County, Carolina do Norte, Estados Unidos, e está incluída na região metropolitana de Piedmont Triad. Whynot está localizada na NC 705, também conhecida como "North Carolina Pottery Highway", uma milha (1,61 milha (1,6 km) a sudeste de Seagrove e sete milhas (117 milhas (11 km) a oeste de Jugtown Pottery, uma histórica olaria no registro Nacional de Lugares Históricos. A NC 705 possui mais de 100 olarias e galerias em 15 quilômetros quadrados (3915
-milha quadrada (39 km2) da região circundante a Seagrove.

## História
Whynot foi colonizada no século 18 por alemães e ingleses, junto com as comunidades vizinhas de Erect, Hemp, Lonely, Steed e Sophia. A comunidade foi originalmente escrito com duas palavras separadas, "Why Not". A origem do nome da cidade surgiu a partir dos residentes debaterem um título para sua comunidade. Um homem, finalmente, observou: "Por que não o nomear a cidade de Por que não e vamos para casa?"

## Artes e cultura
Residentes na área foram pioneiros a fazer cerâmica no século 18. A área ainda contém várias lojas de cerâmica, incluindo Dirtworks Pottery, Tom Gray Pottery, Dixieland Pottery, Marsh Pottery, Kovack Pottery, Michele Hastings & Jeff Brown Pottery, e Whynot Pottery.

## Galeria

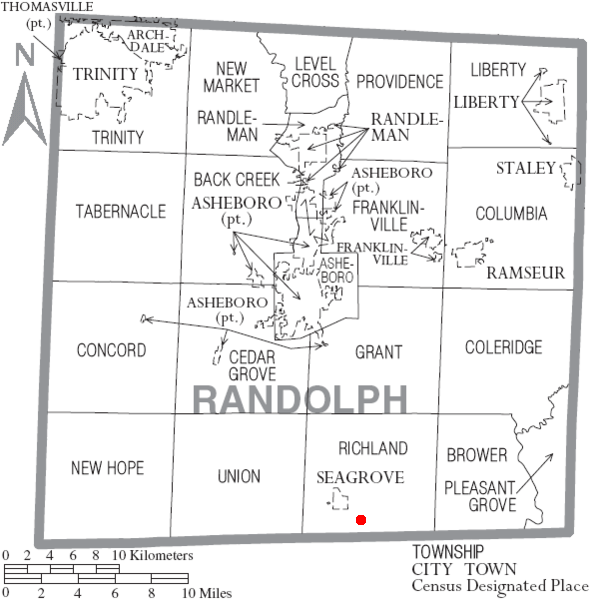
Localização do Whynot em um mapa do Randolph County, Carolina do Norte
O carimbo do correio de uma Confederação soldado que vivem em "Por que Não". (nota: a ortografia original da comunidade), O carimbo é datada de 16 de dezembro de 1862.O carimbo do correio de uma Confederação soldado que vivem em "Por que Não". (nota: a ortografia original da comunidade), O carimbo é datada de 16 de dezembro de 1862.
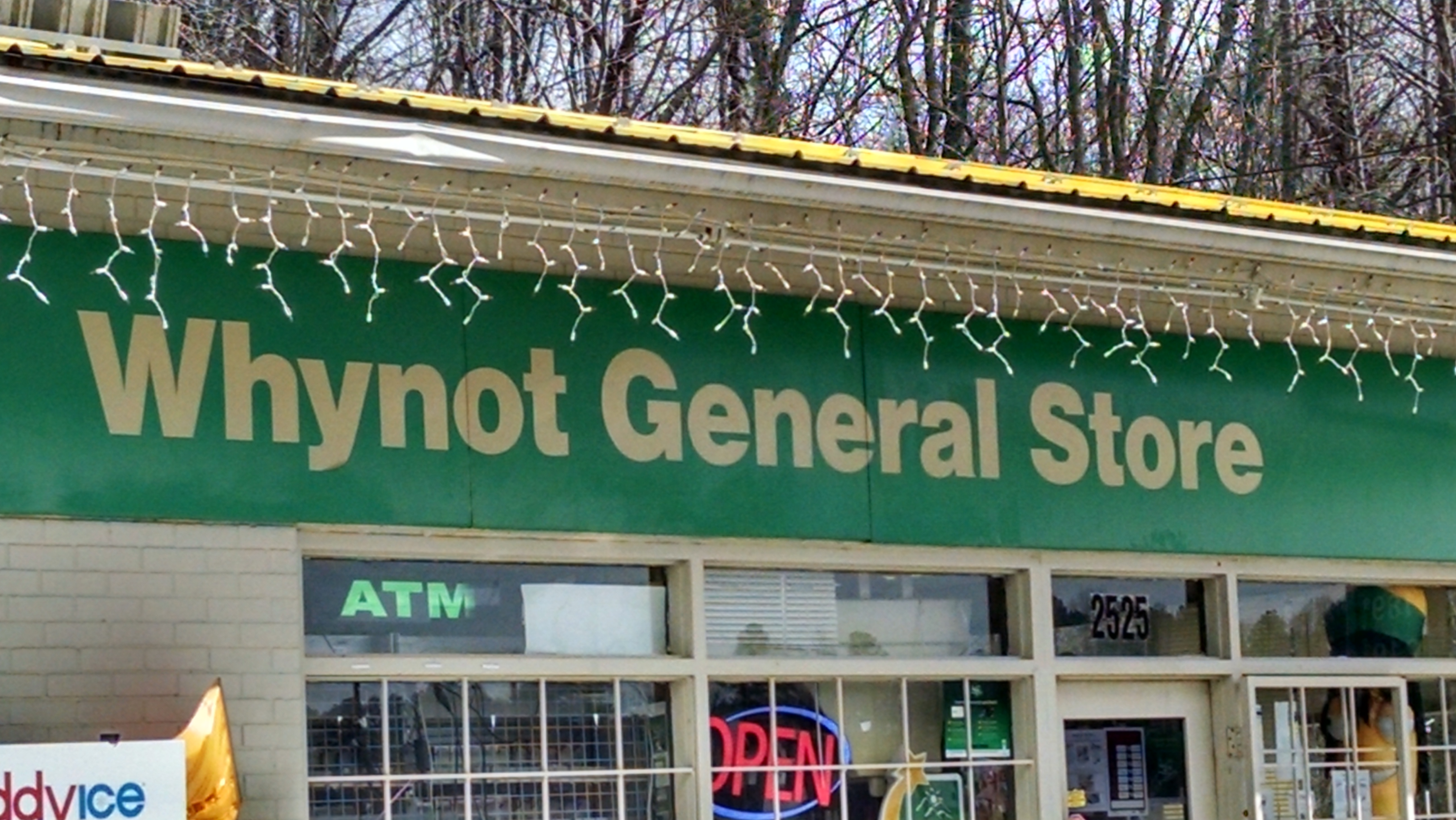
Whynot Geral Da Loja

## Leitura complementar
- Por que Não, Carolina do Norte, por William T. Auman e Minnie S. Stuart, Por que Não o Memorial de Associação, 1986.